# Гурулёв, Егор Евграфович
Егор Евграфович Гурулёв (15 апреля 1903 — 4 декабря 1971) — передовик советского сельского хозяйства, звеньевой колхоза имени Чапаева Оловяннинского района Читинской области, Герой Социалистического Труда (1948).

## Биография
Родился в 1903 году в селе Улятуй ныне Оловяннинского района Забайкальского края в семье крестьянина.
Со дня образования колхоза вступил в местный колхоз имени Чапаева и стал работать в сельском хозяйстве. Всю свою жизнь посвятил выращиванию зерновых. После неурожая в 1946 году, все силы колхозников были брошены на улучшение условий для достижения высоких показателей по сбору зерновых. В 1947 году звено Гурулёва достигло высокого производственного результата. На площади 18 гектаров было получено 30,33 центнера зерновых урожая.
За получение высоких урожаев пшеницы в 1947 году, Указом Президиума Верховного Совета СССР от 9 марта 1948 года Егору Евграфовичу Гурулёву было присвоено звание Героя Социалистического Труда с вручением ордена Ленина и золотой медали «Серп и Молот».
В дальнейшем продолжал трудовую деятельность.
Проживал в родном селе. Умер 4 декабря 1971 года. Похоронен на сельском кладбище в селе Улятуй.

## Награды
За трудовые успехи удостоен:
- золотая звезда «Серп и Молот» (09.03.1948),
- орден Ленина (09.03.1948),
- Медаль «За освоение целинных земель»
- другие медали.